# Tomkins
Tomkins es una empresa multinacional de ingeniería con sedes en Londres y Reino Unido. Su división más grande es Industrial & Automotive, que es un importante proveedor de componentes y oficios automotrices principalmente bajo las marcas Dexter Axle, Gates, Ideal Clamp Products y Schrader Electronics.

## Historia
Fue fundada en 1925 como F.H. Tomkins Buckle Company, un pequeño fabricante de hebillas y sujetadores. Se cotizó por primera vez en la Bolsa de Valores de Londres en 1956.
En 1983, el exempleado de Lord Hanson, Greg Hutchings, adquirió una participación de 22,9% en la compañía y posteriormente fue nombrado como Director Ejecutivo. La empresa se expandió en una forma clásica de conglomerado a través de adquisiciones apalancadas, y durante los años 80 y principios de los 90 la compañía se embarcó en una sucesión de adquisiciones que crecieron rápidamente sus ingresos, gama de productos y alcance global.
Las principales adquisiciones incluyeron Smith & Wesson en 1987, RHM en 1992, la estadounidense Gates Corporation en 1996, que señaló un movimiento en los mercados industriales y automotrices, el Stant, y Schrader, los negocios que reforzaron aún más esta división.
Durante esta era, fue considerado como el conglomerado arquetípico multi-industrial, con una cartera de activos que tenían poco o nada en común entre sí y de hecho los medios se deleitaron al referirse como la empresa "buns-to-guns", debido a su propiedad de RHM de hornada y Smith & Wesson de armas de fuego.
La empresa Hutchings se vio obligado a dimitir en 2000, a raíz de una serie de falsas acusaciones de exceso ejecutivo. Tomkins vendió RHM poco después, y Smith & Wesson al año siguiente.
Después de un enfoque no solicitado, en julio de 2010 fue adquirido por un consorcio canadiense de la firma de capital privado Onex Corporation y la Junta de Inversiones del Plan de Pensiones del Canadá por 2,9 mil millones de libras esterlinas. En noviembre de 2012, vendió su parte del grupo Building Products que incluían Hart and Cooley, Selkirk, Ruskin y CPPIB.

### Operaciones
Tomkins tiene dos grupos empresariales: 
- Industrial y automotriz: el negocio más grande, produciendo productos principalmente para la industria automotriz.
- Productos de baño: produce productos que incluyen tuberías, baños y ventanas.